# Языки Объединённых Арабских Эмиратов

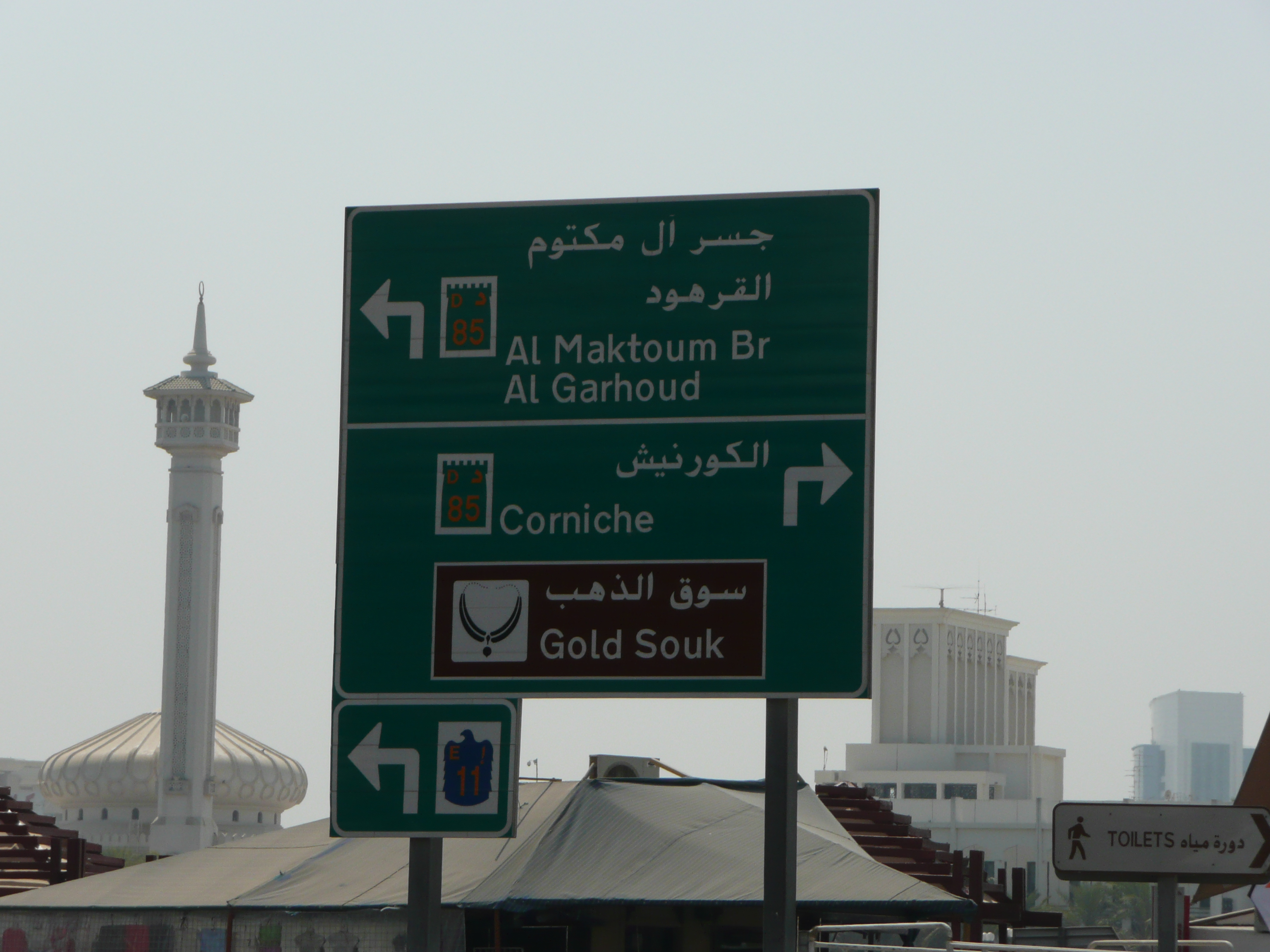
Дорожные указатели в Дубае

Официальным языком Объединённых Арабских Эмиратов является арабский. Английский язык широко используется в сфере бизнеса, деловой переписки и как средство межнационального общения. Кроме того, на нём продублировано большинство вывесок, информационных таблиц и дорожных знаков. Из-за постоянного потока иммигрантов из Южной и Юго-Восточной Азии в стране распространены языки хинди, урду и фарси. В стране широко развит туризм, поэтому большинство работников сферы торговли, услуг, туристического и гостиничного бизнеса владеют несколькими иностранными языками.

## Образование
В образовательных учреждениях основной акцент сделан на изучении арабского и английского языков. В то же время в последнее время намечается стабильный рост количества обучающихся азиатским языкам. Также, в стране в связи с ростом числа туристов и национальных меньшинств перед сотрудниками правоохранительных органов ставятся задачи изучения дополнительных иностранных языков; по состоянию на начало 2010 года, английским владеют 465 сотрудников, немецким — 32, китайским — 23, русским — 19.